# Ilmenitcsoport
Az ilmenitcsoport az Oxidok és hidroxidok ásványosztály  egyszerű oxidok alosztályának önálló ásványcsoportja. Az ásványcsoport  több tagjában jellemző a magas titán (Ti) tartalom.  A csoport ásványai trigonális kristályrendszerben kristályosodnak, többnyire táblás lemezes alakban,  szemcsés tömegekben jelennek meg. Járulékos kőzetalkotó ásványok, bázikus jellegű mélységi magmás kőzetekben, másodlagosan mállás utáni hordalékok torlataiban képződnek.
Általános kémiai képletük: A2O3, ahol A lehet magnézium (Mg), cink (Zn), vas (Fe), mangán (Mn), antimon (Sb) és titán (Ti) illetve ezek kombinációi.

## A csoport ásványai
Akimotoit  (Mg,Fe)SiO3.
- Sűrűsége:  2,7 g/cm³.
- Keménysége: 4,0-4,5 (a Mohs-féle keménységi skála szerint).
- Színe:  színtelen
- Fénye: gyöngyházfényű
- Pora:   fehér
- Átlátszósága: áttetsző.
- Kémiai összetétele:
- Magnézium (Mg) = 16,8%
- Vas (Fe) = 12,9%
- Szilícium (Si) = 25,9%
- Oxigén (O) = 44,4%

Briziit.  (Na,Sb)O3.
- Sűrűsége:  4,85 g/cm³.
- Keménysége: 2,0   (a Mohs-féle keménységi skála szerint).
- Színe:  színtelen
- Fénye: gyöngyházfényű
- Pora:   fehér
- Átlátszósága: áttetsző.
- Kémiai összetétele:
- Nátrium (Na) =11,9%
- Antimon (Sb) =63,2%
- Oxigén (O) = 24,9%

Ecandrewsit  (Zn,Fe,Mn)TiO3.
- Sűrűsége:  5,0 g/cm³.
- Keménysége: 5,0-5,5 (a Mohs-féle keménységi skála szerint).
- Színe:  barnásfekete, sötétbarna, fekete.
- Fénye: fémfényű
- Pora:   barnásfekete
- Átlátszósága: opak
- Kémiai összetétele:
- Cink (Zn) =25,0%
- Vas (Fe) =7,1%
- Mangán (Mn) = 7,0%
- Titán (Ti) =30,4%
- Oxigén (O) = 30,5%

Geikielit  MgTiO3.
- Sűrűsége:  4,0 g/cm³.
- Keménysége: 6,0 (a Mohs-féle keménységi skála szerint).
- Színe:  barnásfekete, kékesfekete
- Fénye: fémfényű
- Pora:   barnás
- Átlátszósága: áttetsző vagy opak.
- Kémiai összetétele:
- Magnézium (Mg) = 20,2%
- Titán (Ti) = 39,8%
- Oxigén (O) = 40,0%

Ilmenit
Melanosztibit. Mn (Sb,Fe)O3.
- Sűrűsége:  5,6 g/cm³.
- Keménysége: 4,0 (a Mohs-féle keménységi skála szerint).
- Színe:  vérvörös, fekete
- Fénye: fémfényű
- Pora:   piros
- Átlátszósága: opak
- Kémiai összetétele:
- Mangán (Mn) = 27,7%
- Antimon (Sb) =36,8%
- Vas (Fe) = 11,3%
- Oxigén (O) = 24,2%

Pirofanit  MnTiO3.
- Sűrűsége:  4,5 g/cm³.
- Keménysége: 5,0 (a Mohs-féle keménységi skála szerint).
- Színe:  zöldessárga, vérvörös, sötétvörös
- Fénye: fémfényű
- Pora:   okkersárga
- Átlátszósága: opak.
- Kémiai összetétele:
- Mangán (Mn) = 35,4%
- Titán (Ti) = 31,8%
- Oxigén (O) = 31,8%